# Красногвардейский (автовокзал)
Международный автовокзал «Красногвардейский» (бывшая «Автостанция „Красногвардейская“») — автовокзал в Москве, обслуживающий междугородние и международные рейсы. Расположен в районе Зябликово Южного административного округа на пересечении Орехового бульвара с Ясеневой улицей и улицей Мусы Джалиля, рядом со станциями метро «Красногвардейская» и «Зябликово».

## Описание
Автовокзал обслуживается ГУП «Московский метрополитен», Ранее обслуживался ГУП «Мосгортранс». С него по 24 направлениям за день отправляются около сотни рейсов, в том числе несколько международных. Автобусы едут в Астрахань, Белгород, Волгодонск, Воронеж, Липецк, Новомосковск, Орёл, Пятигорск, Саратов, Севастополь, Ставрополь, Таганрог, Тамбов, Тулу и другие города.
В здании автовокзала есть камера хранения, залы ожидания, комната матери и ребёнка, кафе, банкоматы.
Автовокзал был закрыт с 24 мая 2020 года по 29 декабря 2023 года на длительную реконструкцию.
| - Строительство автовокзала в сентябре 2023 года - Вид на бывшую автостанцию недалеко от одного из выходов метро «Красногвардейская» в ноябре 2019 года |

## Проезд
Доехать до автовокзала можно на автобусах от тринадцати станций метро:
- Алма-Атинская (в районе пересечения Братеевской и Ключевой улиц);
- Каширская (от улицы Маршала Шестопалова на пересечении с Каширским шоссе);
- Братиславская (в районе пересечения улицы Перерва и Мячковского бульвара в районе ТРК «Бум»);
- Коломенская (в районе пересечения проспекта Андропова и Нагатинской улицы);
- Домодедовская (от галереи «Водолей»);
- Технопарк (от ТРЦ «Мегаполис»);
- Тёплый Стан (от ТЦ «Принц Плаза»);
- Марьино (на пересечении Люблинской и Новомарьинской улиц);
- Нагатинская (от платформы Нагатинская).
- Орехово (от колледжа гостиничного хозяйства);
- Китай-город (в районе пересечения Старой площади и Славянской площади);
- Царицыно (в районе одноимённой железнодорожной станции и Царицынского радиорынка);
- Шипиловская (на пересечении с Шипиловской улицей и улицей Мусы Джалиля).

## Направления и перевозчики
| Список маршрутов междугородних и международных автобусов | Список маршрутов междугородних и международных автобусов | Список маршрутов междугородних и международных автобусов | Список маршрутов междугородних и международных автобусов | Список маршрутов междугородних и международных автобусов | Список маршрутов междугородних и международных автобусов | Список маршрутов междугородних и международных автобусов           |
| Дистанция                                                | Дистанция                                                | Дистанция                                                | Регулярность                                             | Протяжённость                                            | Время в пути                                             | Перевозчик                                                         |
| -------------------------------------------------------- | -------------------------------------------------------- | -------------------------------------------------------- | -------------------------------------------------------- | -------------------------------------------------------- | -------------------------------------------------------- | ------------------------------------------------------------------ |
| Автостанция «Красногвардейская» Красногвардейская        | ↔                                                        | Астрахань                                                | Ежедневно (5)                                            | 1 413 км                                                 | 21:00                                                    | ООО «АвангардАвто», ООО «8-й ТМП», ООО «Транс Лайн»,               |
| Автостанция «Красногвардейская» Красногвардейская        | ↔                                                        | Балаково                                                 | Ежедневно (1)                                            | 980 км                                                   | 15:00                                                    | ООО «ТК Властелин»                                                 |
| Автостанция «Красногвардейская» Красногвардейская        | ↔                                                        | Белгород                                                 | Ежедневно (7)                                            | 680 км                                                   | 11:00                                                    | ООО «Центр Транс Сити», ООО «БПП-Рейс», ИП Дубенский, ИП Капустин  |
| Автостанция «Красногвардейская» Красногвардейская        | ↔                                                        | Белёв                                                    | Ежедневно (3)                                            | 287 км                                                   | 05:00                                                    | ООО «Прогресс-Авто»                                                |
| Автостанция «Красногвардейская» Красногвардейская        | ↔                                                        | Богородицк                                               | Ежедневно (10)                                           | 247 км                                                   | 03:50                                                    | ООО «Бал Авто Плюс», ООО «МТК-2», ИП Соломатина                    |
| Автостанция «Красногвардейская» Красногвардейская        | ↔                                                        | Борисоглебск                                             | Ежедневно (1)                                            | 615 км                                                   | 12:00                                                    | ИП Макаров                                                         |
| Автостанция «Красногвардейская» Красногвардейская        | ↔                                                        | Венёв                                                    | Ежедневно (11)                                           | 187 км                                                   | 03:10                                                    | ООО «Венёвское АТП», ИП Малазония, ИП Чаладзе                      |
| Автостанция «Красногвардейская» Красногвардейская        | ↔                                                        | Волгодонск                                               | Ежедневно (4)                                            | 1 149 км                                                 | 19:00                                                    | ООО «Авто-Тревел», ИП Белов                                        |
| Автостанция «Красногвардейская» Красногвардейская        | ↔                                                        | Воронеж                                                  | Ежедневно (5)                                            | 540 км                                                   | 08:40                                                    | ООО «ВТК», ООО «Евролиния-2», ООО «Воплощай мечты»                 |
| Автостанция «Красногвардейская» Красногвардейская        | ↔                                                        | Губкин                                                   | Ежедневно (1)                                            | 656 км                                                   | 10:00                                                    | ООО «Ростуртранс»                                                  |
| Автостанция «Красногвардейская» Красногвардейская        | ↔                                                        | Донецк                                                   | Сб.                                                      | 1 167 км                                                 | 22:15                                                    | ООО «ВЕСТАВТОЭКСПРЕСС»                                             |
| Автостанция «Красногвардейская» Красногвардейская        | ↔                                                        | Ейск                                                     | Пн.,Пт.                                                  | 1 294 км                                                 | 17:35                                                    | ИП Печенный                                                        |
| Автостанция «Красногвардейская» Красногвардейская        | ↔                                                        | Ереван (Армения)                                         | Ср.,Сб.                                                  | 2 275 км                                                 | 49:00                                                    | ООО «МАН ТУР»                                                      |
| Автостанция «Красногвардейская» Красногвардейская        | ↔                                                        | Елец                                                     | Ежедневно (1)                                            | 405 км                                                   | 06:00                                                    | ИП Агеев                                                           |
| Автостанция «Красногвардейская» Красногвардейская        | ↔                                                        | Калач-на-Дону                                            | Ежедневно (1)                                            | 1 000 км                                                 | 18:35                                                    | ИП Кондауров                                                       |
| Автостанция «Красногвардейская» Красногвардейская        | ↔                                                        | Камышин                                                  | Ежедневно (3)                                            | 982 км                                                   | 16:00                                                    | ИП Рупп, ИП Сильтикова                                             |
| Автостанция «Красногвардейская» Красногвардейская        | ↔                                                        | Кашира                                                   | Ежедневно (9)                                            | 130 км                                                   | 02:00                                                    | АО «Мострансавто»                                                  |
| Автостанция «Красногвардейская» Красногвардейская        | ↔                                                        | Кимовск                                                  | Ежедневно (3)                                            | 233 км                                                   | 04:35                                                    | ООО «Кимовское ПАТП»                                               |
| Автостанция «Красногвардейская» Красногвардейская        | ↔                                                        | Кировск                                                  | Вт.,Пт.                                                  | 986 км                                                   | 18:30                                                    | ООО «Мередиан»                                                     |
| Автостанция «Красногвардейская» Красногвардейская        | ↔                                                        | Ливны                                                    | Ежедневно (2)                                            | 445 км                                                   | 07:00                                                    | ООО «Глобус Медиа»                                                 |
| Автостанция «Красногвардейская» Красногвардейская        | ↔                                                        | Михайлов                                                 | Ежедневно (2)                                            | 214 км                                                   | 03:15                                                    | ИП Воротников                                                      |
| Автостанция «Красногвардейская» Красногвардейская        | ↔                                                        | Новомосковск                                             | Ежедневно (18)                                           | 235 км                                                   | 03:00                                                    | ООО «АвтоСтар», ООО «Тульская транспортная компания», ООО «ФИНВАЛ» |
| Автостанция «Красногвардейская» Красногвардейская        | ↔                                                        | Новочебоксарск                                           | Ежедневно (1)                                            | 696 км                                                   | 12:55                                                    | ИП Иванов                                                          |
| Автостанция «Красногвардейская» Красногвардейская        | ↔                                                        | Озёры                                                    | Ежедневно (3)                                            | 151 км                                                   | 16:00                                                    | АО «Мострансавто»                                                  |
| Автостанция «Красногвардейская» Красногвардейская        | ↔                                                        | Орёл                                                     | Ежедневно (3)                                            | 371 км                                                   | 16:00                                                    | ИП Бородина                                                        |
| Автостанция «Красногвардейская» Красногвардейская        | ↔                                                        | Первомайск                                               | Вт.,Чт., Пт.,Вс.                                         | 1043 км                                                  | 22:10                                                    | ООО «ВЕСТАВТОЭКСПРЕСС», ЧП «Счастье-Автотранс»                     |
| Автостанция «Красногвардейская» Красногвардейская        | ↔                                                        | Плавск                                                   | Ежедневно (2)                                            | 243 км                                                   | 03:20                                                    | ИП Соломатина                                                      |
| Автостанция «Красногвардейская» Красногвардейская        | ↔                                                        | Поворино                                                 | Ежедневно (3)                                            | 645 км                                                   | 13:45                                                    | ИП Макаров                                                         |
| Автостанция «Красногвардейская» Красногвардейская        | ↔                                                        | Рассказово                                               | Ежедневно (2)                                            | 512 км                                                   | 07:30                                                    | ИП Воробьева                                                       |
| Автостанция «Красногвардейская» Красногвардейская        | ↔                                                        | Рязань                                                   | Ежедневно (30)                                           | 196 км                                                   | 03:30                                                    | ООО «Славянский экспресс»                                          |
| Автостанция «Красногвардейская» Красногвардейская        | ↔                                                        | Санкт-Петербург                                          | Чт.,Сб.                                                  | 756 км                                                   | 11:30                                                    | ООО «Беркут»                                                       |
| Автостанция «Красногвардейская» Красногвардейская        | ↔                                                        | Саратов                                                  | Ежедневно (4)                                            | 873 км                                                   | 14:00                                                    | ООО «ТК Властелин»                                                 |
| Автостанция «Красногвардейская» Красногвардейская        | ↔                                                        | Севастополь                                              | Чт.,Пт., Сб., Вс                                         | 1670 км                                                  | 33:30                                                    | ООО «Ника-Тур», ООО «Горизон-Тур»                                  |
| Автостанция «Красногвардейская» Красногвардейская        | ↔                                                        | Серебряные пруды                                         | Ежедневно (5)                                            | 187 км                                                   | 03:00                                                    | ООО «Автотранссервис-13»                                           |
| Автостанция «Красногвардейская» Красногвардейская        | ↔                                                        | Скопин                                                   | Пт.,Вс.                                                  | 274 км                                                   | 04:25                                                    | ООО «Скопинский парк междугородных перевозок»                      |
| Автостанция «Красногвардейская» Красногвардейская        | ↔                                                        | Ставрополь                                               | Ежедневно (5)                                            | 1 440 км                                                 | 22:10                                                    | ООО «Ставрополь-Транстур», ООО «Беркут», ИП Яцунов, ИП Старостенко |
| Автостанция «Красногвардейская» Красногвардейская        | ↔                                                        | Ступино                                                  | Ежедневно (11)                                           | 110 км                                                   | 01:45                                                    | АО «Мострансавто»                                                  |
| Автостанция «Красногвардейская» Красногвардейская        | ↔                                                        | Суворовская                                              | Ежедневно (1)                                            | 1586 км                                                  | 25:55                                                    | ИП Бережнов, ИП Евсеев                                             |
| Автостанция «Красногвардейская» Красногвардейская        | ↔                                                        | Тбилиси (Грузия)                                         | Вт.,Пт.                                                  | 1978 км                                                  | 36:30                                                    | ООО «ОКРИБА»                                                       |
| Автостанция «Красногвардейская» Красногвардейская        | ↔                                                        | Тула                                                     | Ежедневно (32)                                           | 187 км                                                   | 03:30                                                    | ИП Краева, ИП Орлова, ИП Соломатин                                 |
| Автостанция «Красногвардейская» Красногвардейская        | ↔                                                        | Узловая                                                  | Ежедневно (13)                                           | 227 км                                                   | 03:45                                                    | ООО «Бал Авто Плюс», ИП Соломатина                                 |
| Автостанция «Красногвардейская» Красногвардейская        | ↔                                                        | Урюпинск                                                 | Ежедневно (4)                                            | 695 км                                                   | 09:30                                                    | ИП Косолапова                                                      |
| Автостанция «Красногвардейская» Красногвардейская        | ↔                                                        | Шацк                                                     | Ежедневно (1)                                            | 362 км                                                   | 06:50                                                    | ООО «Славянский экспресс»                                          |
| Автостанция «Красногвардейская» Красногвардейская        | ↔                                                        | Элиста                                                   | Ежедневно (6)                                            | 1273 км                                                  | 26:30                                                    | ООО «Пегас-Тур», ООО «ТРАНС-ТУР»                                   |
| Автостанция «Красногвардейская» Красногвардейская        | ↔                                                        | Ясногорск                                                | Ежедневно (1)                                            | 172 км                                                   | 02:30                                                    | ООО «Р. О.С.ТУРТРАНС»                                              |